# Bredi járás

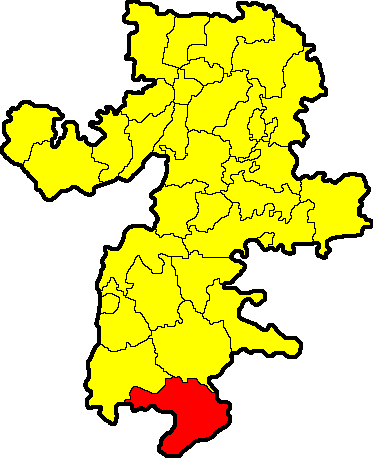
A Bredi járás a Cseljabinszki területen

A Bredi járás (oroszul Брединский муниципальный район) Oroszország egyik járása a Cseljabinszki területen. Székhelye Bredi.

## Népesség
- 1989-ben 30 750 lakosa volt.
- 2002-ben 33 039 lakosa volt, melyből 24 345 orosz, 3279 kazah, 1631 tatár, 1126 ukrán, 891 baskír, 662 német, 290 fehérorosz, 175 mordvin, 120 udmurt stb.
- 2010-ben 28 498 lakosa volt, melyből 21 772 orosz, 2834 kazah, 1180 tatár, 676 baskír, 639 ukrán, 395 német, 164 fehérorosz, 114 mordvin stb.